# Галерия УниАрт
Галерия УниАрт на Нов български университет е открита на 19 май 2012 г. в Деня на музеите и галериите в София. По-голямата част от изложените експонати са дарение от семейството на Божидар Данев, изпълнителен председател на Българска стопанска камара и член на настоятелството на НБУ.
Студентите на НБУ и гостите на галерията могат да видят образци на класиката и старите майстори, да разработват свои проекти, да посещават семинари, да имат стажове и практики. Тук се провеждат разнообразни събития с академичен и културен характер – лекции, дипломни защити, литературни четения, представяния на книги, майсторски класове и камерни концерти, специални образователни програми.

## Колекции
Галерия „УниАрт“ притежава три представителни колекции от произведения на изкуството:
- Колекция „Европейска живопис“ съдържа произведения на холандски и фламандски художници (17 – 19 век), които представят жанровия спектър на изкуството от този период.
- Колекция „Българска живопис“, в която намира място сбирката от картини на Иван Кирков (1932 – 2010)[4], произведения от Иван Ненов [5], на художника Генко Генков (1923 – 2006) и други значими за българската история на изкуството автори.
- Колекция „Българска скулптура“ събира авторите Димитър Казаков – Нерон, Павел Койчев, Валентин Старчев, Крум Дамянов, Борис Гондов, Стефан Лютаков, Емил Попов, и други.

## Архитектура
Галерия УниАрт е построена през 2011 – 2012 г. по проект на доц. Зарко Узунов, преподавател в Нов български университет. Внушителна фасада и оригинална интериорна концепция, разчитаща на много светлина чрез употребата на материала стъкло, отличават сградата на галерията и я превръщат в уникално за столицата изложбено пространство. През септември 2012 г. проектът на Зарко Узунов за УниАрт печели наградата на Столична община за архитектура.